# Arsenal Stadium
Arsenal Stadium var tidligere fodboldstadion for den engelske fodboldklub Arsenal F.C.. Stadionet gik også under navnet "Highbury" grundet beliggenheden i den londonske bydel af samme navn. Klubben er dog nu flyttet til det nye Emirates Stadium. Stadionet blev i 2006 ombygget og huser i dag boligbebyggelse.
| Idrætsanlæg | Spire Denne artikel om et idrætsanlæg er en spire som bør udbygges. Du er velkommen til at hjælpe Wikipedia ved at udvide den. |

51°33′28″N 0°06′11″V / 51.557696°N 0.102966°V